# Syndrome progéroïde néonatal
 Mise en garde médicale
Le syndrome progéroïde néonatal (NPS), ou syndrome de Wiedemann-Rautenstrauch, est une maladie congénitale très rare compatible avec un mode de transmission génétique autosomique récessive. 
À distinguer de la progéria, toujours due à une mutation, il provoque aussi un vieillissement accéléré, la perte de graisse du corps et du visage, et la dégénérescence des tissus. La plupart du temps, cette maladie provoque une mort prématurée. Certains enfants atteints par ce syndrome ne survivront pas à leur première année, d'autres vont mourir après quelques années de vie, d'autres vont vivre pour quelques dizaines d'années, mais ces cas sont beaucoup plus rares. Certains cas ont été reportés disant que des personnes ayant ce syndrome ont vécu jusqu'à l'âge adulte. Maintenant avec les avancées technologiques et les connaissances que nous avons de plus sur cette maladie, les enfants atteints par ce syndrome ont plus de chances de survivre au moins jusqu'à la petite enfance. 

## Historique
Le syndrome progéroïde néonatal a été décrit comme une entité spécifique en 1979 par le pédiatre allemand Hans-Rudolf Wiedemann (en), qui en avait décrit précédemment deux cas, en 1966 puis en 1977. Thomas Rautenstreich en a décrit deux cas, chez des fillettes, des sœurs, en 1977, rapprochant initialement ce syndrome de la progéria,.

## Épidémiologie
Très rare, la prévalence de cette affection génétique est estimée à moins de 1⁄1000000000.
Quatre cas sont recensés dans le monde, deux aux États-Unis (dont Lizzie Velásquez), un en Angleterre et un en Suisse.

## Transmission génétique
Alors que la progeria — syndrome de Hutchinson-Gilford — est toujours due à une mutation, la transmission du syndrome de Wiedemann-Rautenstrauch est compatible avec un mode récessif autosomique.

## Signes
Après un retard de croissance intra-utérin, manquant parfois à la description, dès la naissance l'enfant présente une dysmorphie avec un visage triangulaire, d'aspect vieilli, une macrocéphalie relative.
Le scalp du nouveau-né est parcouru de veines apparentes, la fontanelle antérieure est particulièrement large, ses cheveux sont clairsemés, cils et sourcils peu fournis : c'est le syndrome progéroïde.
Le bébé présente aussi une micrognathie, parfois avec quelques dents présentes dès la naissance.
Le tissu graisseux semble redistribué, plutôt au-dessus des fesses. La face et les extrémités en sont particulièrement dépourvues, alors que poitrine et abdomen semblent préservés. Une étude en absorption biphotonique à rayons X remet en cause l'hypothèse initiale de lipodystrophie générale.

## Histologie et biologie
À l'autopsie les pièces cérébrales présentent une leucodystrophie soudanophile.

## Diagnostic différentiel
D'autres syndromes progéroïdes sont à distinguer :
- la progéria, liée à une mutation génétique et dont les symptômes débutent dans la petite enfance ;
- le syndrome dyscéphalique de François — ou syndrome de Hallermann-Streiff —, présentant lui aussi dès la naissance une hypoplasie mandibulaire et souvent une hypotrichose ;
- le syndrome de Cockayne, qui se révèle après la première année de vie ;
- le syndrome de Werner, dont les premiers signes apparaissent au moment de la dentition.

## Traitement
Pour le moment, il n'y a aucun traitement ni médicament créé qui peut empêcher le développement de cette maladie. Il n'y a pas non plus de traitements ou médicaments pour la ralentir ou l'améliorer. En ce moment, les chercheurs sont plus dirigés vers une façon d'empêcher la maladie de se manifester. Cependant, il y a des manières de réduire les complications et l'aggravation du syndrome progéroïde néonatal. Pour réduire les complications cardiovasculaires possibles, les docteurs font suivre un régime faible en gras aux enfants atteint de ce syndrome. Aussi, ils administrent une substance qui prévente des risques d'effet sur le système cardiovasculaire, celle-ci se nomme la statine. Les personnes atteintes de ce syndrome vont aussi beaucoup s'hydrater, car lorsque la maladie atteint les vaisseaux sanguins, les patients sont plus sujets à une déshydratation. Les enfants vont aussi être suivis par un kinésithérapeute en prévention d'un désordre osseux possible face à cette maladie. Ils seront plus traités au niveau des hanches. Parfois, ils auront besoin de se faire enlever leurs dents de lait par un dentiste, si nécessaire, pour que les dents définitives poussent plus facilement.

## Conseil génétique
Le syndrome progéroÏde néonatale peut être transmis par les génétiques des personnes dans la famille. Il y a autant de chances pour une fille de le développer que pour un garçon. Lorsque les deux parents sont porteurs d'un des gènes causant cette maladie, les médecins sont dans l'obligation d'avertir les futurs parents des risques de transmissions possible de la maladie. L'enfant a une chance d'environ 25 %, de développer la maladie. Il peut y avoir un diagnostic prénatal fait et fiable, si un variant pathogène a été trouvé dans les gènes d'un des membres de la famille. Le syndrome progéroïde néonatale va parfois ressembler à des maladies alléliques comme la leucodystrophie 4H ou l'ataxie spastique progressive à prédominance adolescente. Aussi, les gènes de ce syndrome peuvent ressembler au syndrome de sclérose endostéale-hypoplasie cérébelleuse. Celle-ci est causée pas des variantes du gène POLR3B. Il y a d'autres entités que les médecins doivent prendre en compte lorsqu'ils essayent de diagnostiquer un tel syndrome. Ce sont les suivants : le syndrome de la progéria de Hutchinson-Gilford, le syndrome de la progéria de Nestor-Guillermo, le syndrome de Fontaine, le syndrome de SHORT et le syndrome de Marfan de type lipodystrophie. Ce syndrome va être suspecté habituellement devant des signes cliniques, mais il sera confirmé lors des tests de génétique moléculaire. 